# Minaioszok
Minaioszok (latinul: minaei) hatalmas és gazdag ókori nép Arábia (régiesen Boldog Arábia) nyugati partjának közepe táján. Fő kereskedelmi cikkük a tömjén és a mirrha volt, fővárosuk Carna (vagy Carana). Sztrabón és idősebb Plinius említi őket.